# Socialdemokratiet
 "Socialdemokraterne" omdirigeres hertil. For andre betydninger af Socialdemokraterne, se Socialdemokraterne (flertydig).
Socialdemokratiet er et politisk parti i Danmark, der bekender sig til den politiske ideologi demokratisk socialisme, ind i mellem betegnet som socialdemokratisme, der dog ikke er en ideologi. Partiet har 50 mandater i Folketinget og er Folketingets største parti. Siden folketingsvalget d. 5. juni 2019 har partiet haft statsministerposten, først i etpartiregeringen Mette Frederiksen I 2019-2022 og siden i SVM-regeringen Mette Frederiksen II.
Partiet blev første gang repræsenteret i Folketinget i 1884. I 1924-2001 og efter folketingsvalget 2015 har det været Danmarks største parti.
Partiets ungdomsorganisation har siden 1920 været Danmarks Socialdemokratiske Ungdom (DSU).
Partiet var stiftende medlem af den internationale socialdemokratiske organisation, Socialistisk Internationale og medlem til 2017, hvor det tilsluttedes internationalen Progressive Alliance.

## Navne og symboler
Partiet sporer sin historie tilbage til Den Internationale Arbejderforening for Danmark grundlagt i 1871 og forbudt i 1873, løseligt omorganiseret i bevægelsen Det Socialdemokratiske Arbejderparti, der i 1876 udsendte Gimle-programmet. Formelt blev det først grundlagt i 1878 som Socialdemokratisk Forbund. Det var det formelle navn i næsten hundrede år. I praksis brugtes en række andre navne, indtil det i 1965 tog navneforandring til Socialdemokratiet i Danmark. På en kongres i Aalborg i 2002 skiftede partiet navn til Socialdemokraterne, men fra 2016 bruges igen blot Socialdemokratiet. Socialdemokratiet har bogstavbetegnelsen A ved valg, men forkortelsen S ses ofte brugt i medierne. Partiets klassiske symbol er en rød rose eller i nyere tid et A i en rød cirkel.

## Historie
Socialdemokratiets historie begyndte i efteråret 1871, hvor de tre socialister Louis Pio, Harald Brix og Paul Geleff gik sammen og stiftede Den Internationale Arbejderforening for Danmark som den danske afdeling af Første Internationale. Den Internationale Arbejderforening var organiseret i faglige sektioner og fungerede både som en faglig organisation og et politisk parti. Formålet var at organisere den hastigt voksende arbejderklasse på et demokratisk, socialistisk grundlag. Siden midten af århundredet havde Danmark været inde i en industrialiseringsproces. Store grupper fra den fattige del af landbefolkningen flyttede til byerne og blev arbejdere, og Socialdemokratiet udsprang af kravet om at give denne befolkningsgruppe retfærdige levevilkår og demokratiske rettigheder.
Efter slaget Slaget på Fælleden i 1872 blev de tre ledere fængslet og ved en Højesteretsdom i 1873 idømt årelange fængselsstraffe, hvilket også fik justitsminister C.S. Klein til at udstede forbud mod foreningen. Lokale arbejderforeninger videreførte det politiske og faglige arbejde. De opfattede sig selv som del af samme bevægelse, løseligt kaldet Det Socialdemokratiske Arbejderparti, og de holdt i 1876 en kongres i forsamlingshuset Gimle på Frederiksberg, hvor de udsendte Socialdemokratiets første program, Gimleprogrammet.
I 1878 reorganiseredes det politiske arbejde med skabelsen af et formelt politisk parti Socialdemokratisk Forbund. Herved adskiltes fagbevægelsen og arbejderbevægelsens politiske arbejde. De to grene af arbejderbevægelsen arbejdede dog tæt sammen og var gennem vedtægterne sikret repræsentation i hinandens styrende organer. I de næste 70 år voksede partiets medlemstal støt til 1948 til over 300.000. Parallelt hermed opbyggede arbejderbevægelsen gennem oprettelsen af en lang række sideorganisationer som kooperative virksomheder, oplysningsforbund og arbejderhøjskoler et omfattende organisationsnetværk, der dækkede praktisk taget alle sider af tilværelsen.

### Parlamentarisk repræsentation
I 1884 fik Socialdemokratiet valgt sine første to folketingsmedlemmer, Peter Thygesen Holm og partiets tidligere formand Chresten Hørdum. Siden øgedes partiets tilslutning ved hvert eneste valg og kulminerede i 1935 under sloganet "Stauning eller Kaos" med 46,1 % af de afgivne stemmer. 1945-71 var den gennemsnitlige vælgertilslutning 39 %, 1973-98 33 % med et maksimum i 1990 på 37 % og et minimum i 1973 og 2005 på 26 %. Fra 1924 til 1982 havde Socialdemokratiet som regel regeringsmagten og prægede derfor den danske samfundsudvikling på næsten alle områder. Socialdemokratiet var i perioden 1924-2001 Danmarks største parti, en position som de genvandt ved folketingsvalget i 2015.

### I Folketinget, men langt fra magten
Fra Socialdemokratiet kom i Folketinget i 1884 til 1905, var partiets repræsentanter ret isoleret i det parlamentariske arbejde. Selv om en del radikale venstrefolk, særligt i København, havde sympati for arbejdernes sag, var de to eksisterende Venstrepartier (Venstrereformpartiet og Moderate Venstre) grundlæggende klart antisocialistiske gårdmandspartier med fokus på arbejdsgiverinteresser.
Socialdemokratiet havde på dette tidspunkt stadig en marxistisk samfundsanalyse og regnede med, at det kapitalistiske samfund gennem en række kriser ville bukke under og blive erstattet af et socialistisk. Partiet var derfor ikke interesseret i at overtage styret af den borgerlige stat.
Dannelsen af Det Radikale Venstre i 1905 ændrede fundamentalt Socialdemokratiets strategiske muligheder, da det nu havde en naturlig alliancepartner og reel udsigt til ad parlamentarisk vej at gennemføre reformer af det danske samfund. Socialdemokratiet og Det Radikale Venstre indledte derfor et nært samarbejdede og undlod i flere valgkredse ligefrem at opstille kandidater mod hinanden.

### Støtteparti og påskekrise
Socialdemokratiet fungerede som støtteparti for Carl Theodor Zahles radikale regeringer i både 1909-10 og 1913-20, og bakkede under Første Verdenskrig op om både regeringens pragmatiske neutralitetspolitik med indrømmelser til Tyskland og dens markante udvidelse af statens kontrol med økonomien.
I 1910 overtog den kun 35-årige fagforeningsmand Thorvald Stauning partiformandsposten, som han beholdt helt til 1939. Han fastholdt den moderate og pragmatiske linje, hvilket ikke faldt i god jord hos partiets venstrefløj. Efter den russiske revolution i 1917 brød parties revolutionære fløj ud i 1919 og dannede et Danmarks Venstresocialistiske Parti, der året efter blev omdøbt til Danmarks Kommunistiske Parti (DKP).
Da kong Christian 10. i 1920 afskedigede den radikale regering og dermed udløste Påskekrisen, var det en socialdemokratisk ledet generalstrejke, der fik væltet det af kongen indsatte forretningsministerium. Under krisen ønskede mange socialdemokrater kongen afsat, men partiledelsen afslog at gøre det til et krav. I de følgende år satsede Socialdemokratiet på sociale reformer og økonomisk udligning og opgav sin modstand mod at styre den borgerlige stat og var således klar til at sidde i regering.

### Regeringsparti og krisestyring
Ved folketingsvalget i 1924 blev Socialdemokratiet det største parti med 36,6 procent af stemmerne, og partiet dannede for første gang regering med Thorvald Stauning som statsminister. Han udnævnte verdens første demokratisk valgte kvindelige minister, Nina Bang, samme år – ni år efter at kvinder fik valgret i Danmark. Staunings regering styrede Danmark gennem krisen i 1930'erne og indgik blandt andet det berømte Kanslergadeforlig med Venstre og en omfattende socialreform udarbejdet af socialminister K. K. Steincke.
Under krisen var Socialdemokratiet og DKP i strid om ledelsen af arbejderbevægelsen, hvad der bl.a. medførte dannelsen af propaganda- og efterretningsorganisationen HIPA, der skulle bekæmpe kommunistisme og nazisme i bevægelsen. På samme tid skrev partiets ideolog Hartvig Frisch sit hovedværk Pest over Europa, der med undertitlen "Bolschevisme – Fascisme – Nazisme" advarede mod totalitære ideologier.

### Samarbejdspolitikken
Under den tyske besættelse under Anden Verdenskrig forblev Socialdemokratiet i den danske regering frem til dennes afgang 29. august 1943 og samarbejdede med den tyske besættelsesmagt. Enkelte socialdemokrater, som f.eks. Frode Jakobsen, der stiftede modstandsorganisationen Ringen, modarbejdede dog besættelsesmagten.

### Den kolde krig og forholdet til DKP
I 1945 led partiet et tab på 9 mandater til DKP som følge af utilfredshed med samarbejdspolitikken, og der var efterfølgende forhandlinger om en sammenslutning af de to partier, men de brød sammen. Socialdemokratiet slog derefter ind på en klar antikommunistisk linje, der blev bekræftet, da Danmark i 1949 meldte sig ind i NATO under en socialdemokratisk ledet regering. Partiet bekæmpede under den kolde krig DKP på landets arbejdspladser og oprettede Arbejderbevægelsens Informationscentral som et privat efterretningsnetværk vendt mod kommunisterne.

### Storhedstid og nedgang
Socialdemokratiet havde uafbrudt regeringsmagten fra 1953 til 1968 under en række statsministre som Hans Hedtoft, H.C. Hansen, Viggo Kampmann og Jens Otto Krag. I denne periode blev velfærdsstaten udbygget kraftigt, og partiet opnåede de bedste valgresultater i efterkrigstiden. I 1965 skiftede partiet tillige navn fra det hidtidige Socialdemokratisk Forbund til Socialdemokratiet i Danmark. Den stigende velstand og kulturelle kommercialisering medførte imidlertid også, at den traditionelle arbejderklasse og arbejderkultur gik i opløsning. Socialdemokratiets medlemstal, der toppede i 1950 med 286.000 medlemmer, begyndte herefter at falde; i 2021 var medlemstallet knap 33.000. Samtidig kom det traditionelle samarbejde med LO og det øvrige organisationsnetværk under pres, primært fordi et stigende andel af fagbevægelsens medlemmer ikke længere stemte socialdemokratisk. I 1996 opgav parti og fagbevægelse derfor den gensidige repræsentation på hovedbestyrelsesniveau.
Folkeafstemningen om Danmarks medlemskab af EF i 1972 splittede partiet, da en række – særligt yngre – medlemmer som Svend Auken og Ritt Bjerregaard støttede et nej mod partiledelsens ønske. Ved jordskredsvalget i 1973 gik partiet tilbage fra 73 til 46 mandater, og Anker Jørgensen ledede fra 1975-82 en række svage mindretalsregeringer, samtidig med at forholdet til fagbevægelsen forværredes. I 1982 gav han op og overdrog regeringsmagten til de borgerlige partier uden at udskrive valg. Op gennem 1980'erne var partiet præget af fløjkampe. I 1989 vedtog Socialdemokratiet programmet, Gang i 90'erne med målsætningen om at øge konkurrenceevnen ved "lettelse i skatter, afgifter og offentlige takster." Programmet var en vision for den politik, der skulle føres fra 1990-1995. I 1992 oplevede partiet for første gang at en siddende partiformand, Svend Auken blev væltet ved et kampvalg. Den tidligere minister under flere Anker Jørgensen-regeringer Karl Hjortnæs har udtrykket partiets nedtur således:
| Citat | Når Socialdemokraterne mister mandater ved de seneste folketingsvalg, er der flere forklaringer. Men en af de væsentligste årsager er, at vælgere efter alt at dømme er kommet i tvivl om, hvad socialdemokraterne grundlæggende står for. Den tvivl er taget til i styrke i perioden efter 1990, hvor flere yngre kræfter inden for den socialdemokratiske bevægelse har forsøgt at formulere en vision for Socialdemokraterne, som på meget lange stræk er tilpasset en borgerlig/liberalistisk tankegang. | Citat |
|       | |       |

### Regering 1993-2001
Efter Tamilsagen havde fældet den borgerlige VK-regering, kunne Socialdemokratiet, efter ti års fravær, d. 25. januar 1993 igen rykke ind i Statsministeriet. Dette ved dannelsen af en regering bestående af Socialdemokratiet, Radikale Venstre, CD og Kristeligt Folkeparti med Poul Nyrup Rasmussen som statsminister. Han sad på posten frem til den 27. november 2001. I perioden gennemførte Nyrup og finansminister Mogens Lykketoft helt eller delvist flere af visionerne fra Gang i 90'erne-programmet. Herunder en sænkning af marginalskatten fra 68 til 63 % og indførslen af SP.
Nyrup-regeringen opprioriterede miljøindsatsen ved at udbygge Miljøministeriet under Svend Aukens ledelse. Utilfredshed med udlændingepolitikken kostede dog partiet regeringsmagten ved valget i 2001.

### Opposition 2001-2011
Fra 2001 til folketingsvalget i 2011 var partiet i opposition til borgerlige regeringer med hhv. Anders Fogh Rasmussen og Lars Løkke Rasmussen i spidsen. Den 12. april 2005 valgte partiets medlemmer ved en urafstemning Helle Thorning-Schmidt til formand for partiet. Derved var hun partiets statsministerkandidat ved det næste folketingsvalg, som faldt sted allerede i 2007.
Socialdemokraterne havde pr. 2008 omkring 51.000 medlemmer og fik ved valget den 20. november 2001 1.003.323 stemmer, svarende til 29,1 procent. Ved folketingsvalget den 8. februar 2005 gik partiet tilbage til 867.350 stemmer eller 25,8 procent af stemmerne. Det gav Socialdemokraterne 47 mandater. Ved valget den 13. november 2007 fik partiet på ny et mandattab med i alt 45 mandater.

### Regeringen Helle Thorning-Schmidt
På trods af, at partiet gik yderligere et mandat tilbage ved folketingsvalget den 15. september 2011, sikrede partiet sig regeringsmagten sammen med Socialistisk Folkeparti og Radikale Venstre, da de tre partier sammen med Enhedslisten havde fået flertal i Folketinget. Helle Thorning-Schmidt blev efter en dronningerunde den 16. september udnævnt som kongelig undersøger, hvilket pålagde hende ansvaret for at danne en ny regering. Thorning-Schmidt gik til dronning Margrethe 2. den 3. oktober for at meddele, at hun var klar til at danne en regering med Socialdemokraterne, Socialistisk Folkeparti og Radikale Venstre.
Den 3. februar 2014 forlod Socialistisk Folkeparti regeringen, hvorpå regeringen Helle Thorning-Schmidt II blev dannet, og Danmark blev atter ledet af den velkendte SR-konstruktion. Den 27. maj 2015 udskrev Thorning-Schmidt valg til Folketinget, der endte i et valgnederlag til regeringen. Thorning-Schmidt trak sig på valgnatten som partiformand og meddelte, at regeringen gik af.

### Opposition 2015-2019
Ved folketingsvalget den 18. juni 2015 mistede partierne bag Helle Thorning-Schmidt flertallet i Folketinget. Thorning-Schmidt gik derfor af og blev afløst af Lars Løkke Rasmussen, der dannede Regeringen Lars Løkke Rasmussen II, en ren Venstre-regering.
Mette Frederiksen overtog lederskabet af partiet, og efterfølgende har mange ment, at hun har drejet partiet til højre, især på udlændingepolitikken.
Socialdemokraterne ændrede ved deres kongres i 2016 navnet tilbage til Socialdemokratiet, som også var partiets navn før 2002.

### Regeringen Mette Frederiksen 2019-2022
Efter folketingsvalget 2019 pegede et flertal bestående af Radikale Venstre, Socialistisk Folkeparti og Enhedslisten på Mette Frederiksen som kongelig undersøger, hvilket efter 20 dages forhandlinger resulterede i et såkaldt "forståelsespapir" med titlen Retfærdig retning for Danmark. På denne baggrund kunne hun den 27. juni præsentere mindretalsregeringen, Regeringen Mette Frederiksen. Ved kommunal- og regionsrådsvlaget 2021 modtog partiet 28,4 % af stemmerne svarende til en tilbagegang på 4 %. I Region Nordjylland fik Socialdemokratiet for første gang nogensinde ikke et flertal bag sig, og måtte derfor afgive regionsrådsformandsposten. Mette Frederiksens første regeringsperiode var i høj grad præget af håndteringen af coronaviruspandemien, herunder Minksagen, samt en stigende international usikkerhed i form af bl.a. højere el- og varmepriser. Derudover blev EU-forsvarsforbeholdet afskaffet ved en folkeafstemning.

## Forholdet til LO
Indtil midten af 1990'erne udpegede Socialdemokratiet to medlemmer til LO's forretningsudvalg, ligesom LO havde to medlemmer i Socialdemokratiets forretningsudvalg. Selv efter, at det tætte organisatoriske bånd blev kappet, fortsatte LO og Socialdemokratiet det tætte samarbejde indtil 2018, da LO's eksistens ophørte.

## Organisation
Partiets ledelse består af formand, partisekretær og to næstformænd. De nuværende er Mette Frederiksen, partisekretær Lasse Ryberg og næstformændene Marie Stærke og Mogens Jensen.
Den socialdemokratiske folketingsgruppe har en ledelse, der består af syv personer. Foruden Frederiksen er det gruppeformand Leif Lahn Jensen, politisk ordfører Christian Rabjerg Madsen og gruppesekretær Benny Engelbrecht m.fl.
Partiets hovedbestyrelse består af omkring 30 personer fra blandt andet ledelsen, folketingsgruppen og regionerne. Foruden de fire fra partiets ledelse består hovedbestyrelsen for eksempel af DSU-formanden og regionsformændene.

### Partiformænd gennem historien
| Partiformand                  | Tiltrædelse | Afgang |
| ----------------------------- | ----------- | ------ |
| Louis Pio                     | 1871        | 1872   |
| Carl Würtz                    | 1872        | 1873   |
| Ernst Wilhelm Klein           | 1874        | 1875   |
| Louis Pio                     | 1875        | 1877   |
| Christen Hørdum               | 1877        | 1877   |
| A.C. Meyer                    | 1878        | 1878   |
| Saxo W. Wiegell               | 1878        | 1879   |
| Christen Hørdum               | 1880        | 1882   |
| P. Knudsen                    | 1882        | 1910   |
| Thorvald Stauning             | 1910        | 1939   |
| Hans Hedtoft                  | 1939        | 1941   |
| Alsing Andersen               | 1941        | 1945   |
| Hans Hedtoft                  | 1945        | 1955   |
| H.C. Hansen                   | 1955        | 1960   |
| Viggo Kampmann                | 1960        | 1962   |
| Jens Otto Krag                | 1962        | 1972   |
| Erling Dinesen (konstitueret) | 1972        | 1973   |
| Anker Jørgensen               | 1973        | 1987   |
| Svend Auken                   | 1987        | 1992   |
| Poul Nyrup Rasmussen          | 1992        | 2002   |
| Mogens Lykketoft              | 2002        | 2005   |
| Helle Thorning-Schmidt        | 2005        | 2015   |
| Mette Frederiksen             | 2015        |        |

### Kaffeklubber
Socialdemokraterne på Christiansborg mødes traditionelt i såkaldte kaffeklubber, der er uformelle grupperinger af folketingspolitikerne. De har stor betydning for tildelingen af ledelses- og ordførerposter i gruppen. Grupperne skifter udseende og størrelse over tid; ifølge DR er der per maj 2023 fire kaffeklubber i partiet:
- "Morgenmadsgruppen" er en af de ældre klubber og repræsenterer højrefløjen i partiet; den er også den største gruppe. Morten Bødskov er uofficiel leder. Gruppen allierer sig med Frokostklubben.[25]
- "Frokostklubben" er fra 2015, dannet af Nicolai Wammen. Medlemmer er bl.a. Dan Jørgensen og Mattias Tesfaye.[26] Den skulle være mere midtersøgende.[25]
- "Netværket" med Peter Hummelgaard som uofficiel leder. Skulle tillige være midtersøgende.[25] Medlemmer er bl.a. Pernille Rosenkrantz-Theil.[26]
- "Kaffeklubben (den nye)" er fra 2016, dannet af Magnus Heunicke og skulle huse partiets venstrefløj.[25] Medlemmer var bl.a. Mette Gjerskov.[26]

#### Historik
- "Rustbankerne" var en klub som repræsenterede venstrefløjen (Aukenfløjen, som følge af Auken/Nyrup-striden) i partiet.[25] Den blev dannet i 2003. I 2015 fusionerede den med den Wammens midtersøgende "Frokostklubben", og medlemmerne af venstrefløjen tilsluttede sig i 2016 "Den Nye".[27]
- "Aldrig Mere En 11. April" blev dannet i 1992, efter Nyrups usædvanlige afskibning af daværende partiformand Svend Auken. Klubben blev nedlagt i slutningen af 90'erne.[27]

Ritt Bjerregaard og Svend Auken er, ifølge DR, de eneste nyvalgte politikere som havde succes med at danne deres egen klub i stedet for at lade sig hverve af det eksisterende landskab. Bl.a. blev der på et tidspunkt dannet en klub udenom den ideologiske Auken/Nyrup-strid i partiet, kaldet "Café Au Lait", som ikke holdt længe.
Der er tradition for, at partiformanden ikke indgår i nogen kaffeklub, men før valget til partiformand deltog Mette Frederiksen i Netværket. Tilsvarende var Helle Thorning-Schmidts politiske bagland Morgenmadsklubben, som i sin tid også var magtbase for Poul Nyrup Rasmussen.

## Valgresultater

### Folketingsvalg
| Valg               | Formand                | Stemmer               | Procent               | Mandater | ±       |
| ------------------ | ---------------------- | --------------------- | --------------------- | -------- | ------- |
| 1884               | P. Knudsen             | 7.000                 | 4,9 %                 | 2 / 101  | 2       |
| 1887               | P. Knudsen             | 8.000                 | 3,5 %                 | 1 / 101  | 1       |
| 1890               | P. Knudsen             | 17.000                | 7,3 %                 | 3 / 101  | 2       |
| 1892               | P. Knudsen             | 20.000                | 8,9 %                 | 2 / 101  | 1       |
| 1895               | P. Knudsen             | 24.510                | 11,3 %                | 8 / 113  | 6       |
| 1898               | P. Knudsen             | 31.870                | 14,2 %                | 12 / 113 | 4       |
| 1901               | P. Knudsen             | 38.398                | 17,8 %                | 14 / 113 | 2       |
| 1903               | P. Knudsen             | 48.117                | 21,0 %                | 16 / 113 | 2       |
| 1906               | P. Knudsen             | 76.612                | 25,4 %                | 24 / 113 | 8       |
| 1909               | P. Knudsen             | 93.079                | 29,0 %                | 24 / 113 | Uændret |
| 1910               | Thorvald Stauning      | 98.718                | 28,3 %                | 24 / 113 | Uændret |
| 1913               | Thorvald Stauning      | 107.365               | 29,6 %                | 32 / 113 | 8       |
| 1915               | Thorvald Stauning      | Overvejende fredsvalg | Overvejende fredsvalg | 32 / 113 | Uændret |
| 1918               | Thorvald Stauning      | 262.796               | 28,7 %                | 39 / 139 | 7       |
| 26. april 1920     | Thorvald Stauning      | 300.345               | 29,2 %                | 42 / 139 | 3       |
| 6. juli 1920       | Thorvald Stauning      | 285.166               | 29,8 %                | 42 / 139 | Uændret |
| 21. september 1920 | Thorvald Stauning      | 389.653               | 32,2 %                | 48 / 148 | 6       |
| 1924               | Thorvald Stauning      | 469.949               | 36,6 %                | 55 / 148 | 7       |
| 1926               | Thorvald Stauning      | 497.106               | 37,2 %                | 53 / 148 | 2       |
| 1929               | Thorvald Stauning      | 593.191               | 41,8 %                | 61 / 148 | 8       |
| 1932               | Thorvald Stauning      | 660.839               | 42,7 %                | 62 / 148 | 1       |
| 1935               | Thorvald Stauning      | 759.102               | 46,4 %                | 68 / 148 | 6       |
| 1939               | Thorvald Stauning      | 729.619               | 42,9 %                | 64 / 148 | 4       |
| 1943               | Alsing Andersen        | 894.632               | 44,5 %                | 66 / 148 | 2       |
| 1945               | Hans Hedtoft           | 671.755               | 32,8 %                | 48 / 148 | 18      |
| 1947               | Hans Hedtoft           | 836.231               | 41,2 %                | 57 / 148 | 9       |
| 1950               | Hans Hedtoft           | 813.224               | 39,6 %                | 59 / 148 | 2       |
| 21. april 1953     | Hans Hedtoft           | 836.507               | 40,4 %                | 61 / 148 | 2       |
| 22. september 1953 | Hans Hedtoft           | 894.913               | 41,3 %                | 74 / 175 | 13      |
| 1957               | H.C. Hansen            | 910.170               | 39,4 %                | 70 / 175 | 4       |
| 1960               | Viggo Kampmann         | 1.023.794             | 42,1 %                | 76 / 175 | 6       |
| 1964               | Jens Otto Krag         | 1.103.667             | 41,9 %                | 76 / 175 | Uændret |
| 1966               | Jens Otto Krag         | 1.068.911             | 38,2 %                | 69 / 175 | 7       |
| 1968               | Jens Otto Krag         | 974.833               | 34,2 %                | 62 / 175 | 7       |
| 1971               | Jens Otto Krag         | 1.074.777             | 37,3 %                | 70 / 175 | 8       |
| 1973               | Anker Jørgensen        | 783.145               | 25,6 %                | 46 / 175 | 24      |
| 1975               | Anker Jørgensen        | 913.155               | 29,9 %                | 53 / 175 | 7       |
| 1977               | Anker Jørgensen        | 1.150.355             | 37,0 %                | 65 / 175 | 12      |
| 1979               | Anker Jørgensen        | 1.213.456             | 38,3 %                | 68 / 175 | 3       |
| 1981               | Anker Jørgensen        | 1.026.726             | 32,9 %                | 59 / 175 | 9       |
| 1984               | Anker Jørgensen        | 1.062.561             | 31,6 %                | 53 / 175 | 3       |
| 1987               | Anker Jørgensen        | 985.906               | 29,3 %                | 54 / 175 | 2       |
| 1988               | Svend Auken            | 992.682               | 29,8 %                | 55 / 175 | 1       |
| 1990               | Svend Auken            | 1.221.121             | 37,4 %                | 69 / 175 | 14      |
| 1994               | Poul Nyrup Rasmussen   | 1.150.048             | 34,6 %                | 62 / 175 | 7       |
| 1998               | Poul Nyrup Rasmussen   | 1.223.620             | 35,9 %                | 63 / 175 | 1       |
| 2001               | Poul Nyrup Rasmussen   | 1.003.023             | 29,1 %                | 52 / 175 | 11      |
| 2005               | Mogens Lykketoft       | 867.350               | 25,8 %                | 47 / 175 | 5       |
| 2007               | Helle Thorning-Schmidt | 881.037               | 25,5 %                | 45 / 175 | 2       |
| 2011               | Helle Thorning-Schmidt | 879.615               | 24,8 %                | 44 / 175 | 1       |
| 2015               | Helle Thorning-Schmidt | 925.329               | 26,3 %                | 47 / 175 | 3       |
| 2019               | Mette Frederiksen      | 915.393               | 25,9 %                | 48 / 175 | 1       |
| 2022               | Mette Frederiksen      | 971.995               | 27,5 %                | 50 / 175 | 2       |

### Europaparlamentsvalg
| Valg | Spidskandidat        | Gruppe | Stemmer | %    | Mandater | +/-     |
| ---- | -------------------- | ------ | ------- | ---- | -------- | ------- |
| 1979 | Kjeld Olesen         | SOC    | 382.487 | 21,9 | 3 / 15   | 3       |
| 1984 | Eva Gredal           | SOC    | 387.098 | 19,5 | 3 / 15   | Uændret |
| 1989 | Kirsten Jensen       | SOC    | 417.076 | 23,3 | 4 / 16   | 1       |
| 1994 | Kirsten Jensen       | PES    | 329.202 | 15,8 | 3 / 16   | 1       |
| 1999 | Torben Lund          | PES    | 324.256 | 16,5 | 3 / 16   | Uændret |
| 2004 | Poul Nyrup Rasmussen | PES    | 618.409 | 32,6 | 5 / 14   | 2       |
| 2009 | Dan Jørgensen        | PES    | 503.439 | 21,5 | 4 / 13   | 1       |
| 2014 | Jeppe Kofod          | S&D    | 434.894 | 19,1 | 3 / 13   | 1       |
| 2019 | Jeppe Kofod          | S&D    | 435.245 | 21,5 | 3 / 14   | Uændret |
| 2024 | Christel Schaldemose | S&D    | 381.494 | 15,6 | 3 / 15   | Uændret |

### Kommunal- og regionsrådsvalg
| Valg             | Stemmer   | %       | Mandater       | +/- |
| ---------------- | --------- | ------- | -------------- | --- |
| 1909             | 125.745   |         | 861 / 9.897    |     |
| 1913             | 160.818   |         | 1.083 / 10.038 | 222 |
| 1917             | 183.777   |         | 1.269 / 10.052 | 186 |
| 1921-22          | 295.213   |         | 1.971 / 10.750 | 702 |
| 1925             | 314.890   |         | 1.957 / 11.329 | 14  |
| 1929             | 379.064   |         | 2.211 / 11.403 | 254 |
| 1933             | 441.248   |         | 2.496 / 11.425 | 285 |
| 1937             | 571.790   |         | 2.878 / 11.371 | 382 |
| 1943             | 577.448   |         | 2.713 / 10.569 | 165 |
| 1946             | 623.862   |         | 2.975 / 11.488 | 262 |
| 1950             | 683.568   |         | 2.960 / 11.499 | 15  |
| 1954             | 713.030   |         | 3.139 / 11.505 | 179 |
| 1958             | 784.877   |         | 3.023 / 11.529 | 116 |
| 1962             | 815.065   |         | 3.096 / 11.414 | 73  |
| 1966             | 838.172   | 36,2 %  | 2.638 / 10.005 | 458 |
| Kommunalreformen |           |         |                |     |
| 1970             | 984.368   | 42,9 %  | 1.769 / 4.677  | 869 |
| 1974             | 691.937   | 33,0 %  | 1.532 / 4.735  | 237 |
| 1978             | 961.760   | 37,3 %  | 1.704 / 4.759  | 172 |
| 1981             | 964.268   | 34,0 %  | 1.601 / 4.769  | 103 |
| 1985             | 956.834   | 35,2 %  | 1.722 / 4.773  | 121 |
| 1989             | 954.331   | 35,7 %  | 1.788 / 4.826  | 66  |
| 1993             | 1.001.649 | 35,1 %  | 1.700 / 4.703  | 88  |
| 1997             | 962.744   | 33,8 %  | 1.648 / 4.685  | 52  |
| 2001             | 1.125.859 | 32,4 %  | 1.551 / 4.647  | 97  |
| Strukturreformen |           |         |                |     |
| 2005             | 986.829   | 34,3 %  | 900 / 2.522    | 651 |
| 2009             | 853.221   | 30,6 %  | 801 / 2.468    | 99  |
| 2013             | 919.574   | 29,51 % | 773 / 2.444    | 28  |
| 2017             | 1.029.326 | 32,42 % | 842 / 2.432    | 69  |
| 2021             | 877.136   | 28,40 % | 755 / 2.436    | 87  |

| Valg             | Stemmer | %      | Mandater  | +/-     |
| ---------------- | ------- | ------ | --------- | ------- |
| 1935             |         |        | 85 / 299  |         |
| 1943             | 227.193 |        | 92 / 299  | 7       |
| 1946             | 262.904 |        | 94 / 299  | 2       |
| 1950             | 277.224 |        | 89 / 299  | 5       |
| 1954             | 308.814 | 32,2 % | 97 / 299  | 8       |
| 1958             | 345.269 | 31,1 % | 96 / 303  | 1       |
| 1962             | 374.383 | 30,8 % | 92 / 301  | 4       |
| 1966             | 398.740 | 31,2 % | 99 / 303  | 7       |
| Kommunalreformen |         |        |           |         |
| 1970             | 811.165 | 44,0 % | 162 / 366 | 62      |
| 1974             | 602.147 | 33,0 % | 135 / 370 | 27      |
| 1978             | 842.184 | 38,0 % | 144 / 370 | 9       |
| 1981             | 941.006 | 35,8 % | 140 / 370 | 4       |
| 1985             | 856.149 | 36,2 % | 143 / 374 | 3       |
| 1989             | 832.619 | 35,8 % | 146 / 374 | 3       |
| 1993             | 870.068 | 34,9 % | 136 / 374 | 10      |
| 1997             | 838.369 | 33,7 % | 137 / 374 | 1       |
| 2001             | 994.717 | 32,8 % | 129 / 374 | 8       |
| Strukturreformen |         |        |           |         |
| 2005             | 960.327 | 34,5 % | 77 / 205  | 52      |
| 2009             | 807.678 | 30,2 % | 68 / 205  | 9       |
| 2013             | 902.278 | 30,1 % | 68 / 205  | Uændret |
| 2017             | 937.713 | 30,4 % | 70 / 205  | 2       |
| 2021             | 840.433 | 28,0 % | 64 / 205  | 6       |

## Økonomi
I valgåret 2019 havde Socialdemokratiet indtægter for 58 mio. kr. og udgifter for 75 mio. kr., hvoraf de 38 mio. kr. gik til udgifter i forbindelse med folketings- og Europaparlamentsvalgene det år.
Af indtægterne kom 5 mio. kr. fra medlemskontingenter, 31 mio. kr. var offentlig partistøtte, 15 mio. kr. var bidrag fra faglige organisationer, virksomheder, fonde o.l., og 1 mio. kr. var frivillige tilskud fra privatpersoner. Partiet modtog bidrag på over 20.900 kr. (grænsen for oplysningspligtige beløb) fra i alt 10 bidragydere, heriblandt:
- 3F
- Arbejdernes Landsbank
- Blik og Rørarbejderforbundet
- Dansk Erhverv
- Dansk Metal
- Erhvervsforum Vækst DK
- Fødevareforbundet NNF
- Henrik Sass Larsen

Partiet havde desuden fået stillet mødefaciliteter til rådighed (til en samlet værdi af ca. 300.000 kroner) af:
- 3F
- Dansk Metal

### Politisk erhvervsklub
I 2014 blev pengeklubben Erhvervsforum Vækst DK oprettet, hvis officielle formål er at styrke dialogen mellem Socialdemokratiet og erhvervslivet. Samtidig samler klubben penge ind til partiet. Klubben er en af partiets største økonomiske bidragydere. Klubben havde i 2021 omkring 50 medlemmer.

### Socialdemokratiske partihistorier
- Frederik Borgbjerg og C.E. Jensen: Socialdemokratiets Aarhundrede, 1904.

- Oluf Bertolt, Ernst Christiansen og Poul Hansen: En bygning vi rejser bd. 1-3, 1954-55.

- J.O. Krag og K.B. Andersen: Kamp og fornyelse, 1978.

- Gerd Callesen, Steen Christensen og Henning Grelle: Udfordring og omstilling, 1996.

### Øvrige værker
- Anders Dybdal (red.): Socialdemokratiske tænkere, Informations Forlag, 2014.

- Bjørn Erichsen: Om arbejderbevægelsen, 1977.

- Claus Bryld: Den socialdemokratiske idéarv politiske grundværdier i dansk arbejderbevægelse før velfærdsstaten - en antologi, Roskilde Universitetsforlag, 2004.

- Ib Nørlund: Det knager i samfundets fuger og bånd. Bind 1-2. 1972-74.

- Jens Engberg et al.: Dansk arbejderbevægelse, 1976.

- Knud Knudsen, Hanne Caspersen og Vagn Oluf Nielsen: Kampen for en bedre tilværelse Arbejdernes historie i Danmark fra 1800-tallet til 1990, 1991.